# Erfoud
Erfoud (àrab: أرفود, Arfūd; amazic estàndard marroquí: ⴰⵔⴼⵓⴷ, Arfud) és un municipi de la província d'Errachidia, a la regió de Drâa-Tafilalet, al Marroc. Segons el cens de 2014 tenia una població total de 29.279 persones. De fet, és la capital de Tafilalet. Es troba just a sobre d'altres pobles com Rissani i Merzouga. Més avall, ja es troba el desert d'Erg Chebbi. Està dividit en diversos districtes: Hay Salam, Hay Jdid, Hay Ziz, Hay el Bathaa, Hay Annahda, i Hay el Hamri.

## Economia
Erfoud es caracteritza per les seves cases típiques i tradicionals de les zones on habita el poble amazic. També pels seus carrers curts i estrets, on trobem els/les habitants. A causa de la seva proximitat a Merzouga, poble de desert en les dunes d'Erg Chebbi, Erfoud ha desenvolupat una important indústria turística amb multitud d'hotels, raids i restaurants.

## Escenari cinematogràfic
Erfoud és una destinació per rodar pel·lícules, a causa de la bellesa del desert de Sàhara circumdant i les àrees d'oasis de la ciutat. Erfoud ha estat una ubicació de filmació per a moltes pel·lícules, incloent: 
- March or Die

En Marxar o morir (1977), Uns arqueòlegs excaven una ciutat antiga propera Erfoud enterrada per una tempesta de sorra fa 3,000 anys. aquest lloc és el lloc on es troba enterrat un sant amazic, "L'Àngel del Desert"..
- The Mummy (1999)

La filmació va començar en Marrakech, el quatre del maig de 1998 i va durar 17 setmanes. Els exteriors van ser rodats en el desert del Sàhara fora d'Erfoud.
El dissenyador de producció Allan Cameron va trobar un volcà dormit proper a Erfoud on el conjunt del decorat de Hamunaptra podria ser construït.
- Príncep de Pèrsia (2010)

Mike Newell va seleccionar el Marroc com a ubicació per Prince of Persia i també planejà filmar a Pinewood Studios. L'enregistrament va començar al juliol 2008 al Marroc. I treball va durar vuit setmanes al Marroc abans finalitzar a Pinewood.
- Spectre (2015)

Pel·lícula 24a (oficial) de la saga de James Bond dirigida per Sam Mendes i la quarta protagonitzada per Daniel Craig, qui va interpretar al personatge de Ian Fleming.

## Investigació anàleg de Mart
Aquesta zona del Marroc també ha estat identificat com a molt similars en aparença i possible geologia a certes àrees de Mart. A causa d'això hi ha un interès en aquesta zona com un lloc per a la investigació analògica de camp a Mart.

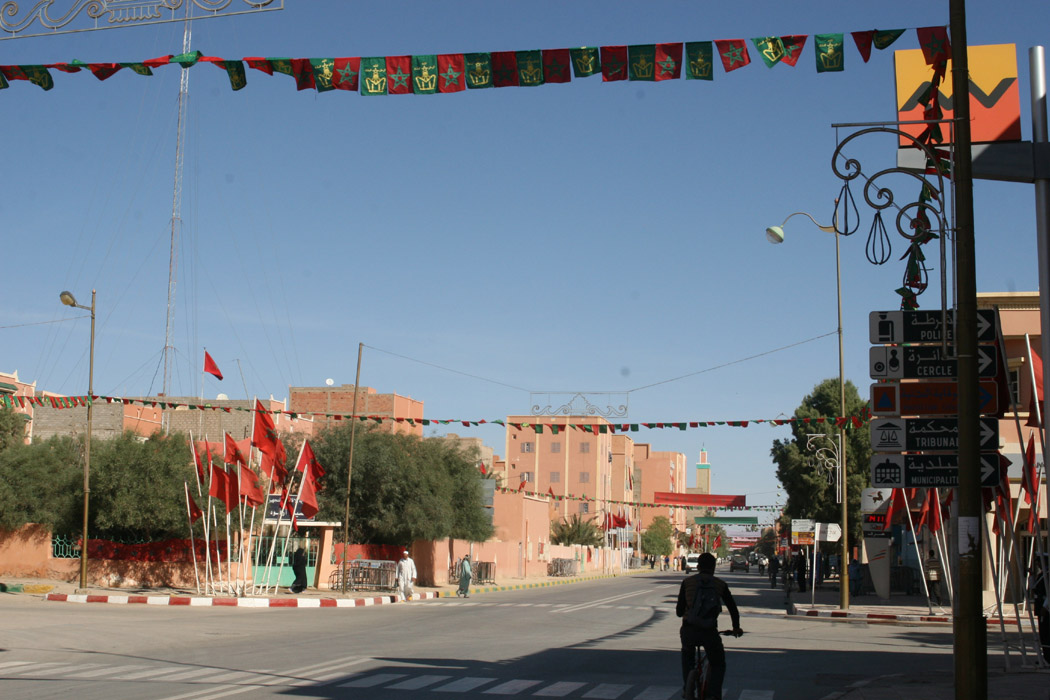
Centre d'Erfoud.

Al febrer de 2013, el Fòrum Espacial d'Àustria es va passar tot el mes amb un equip de camp que incloïa dos simuladors del vestit espacial (Aouda.X i Aouda.S) i un nombre d'astromòbils per dur a terme un gran nombre d'experiments. Van ser recolzats per un Mission Support Center d'Innsbruck, Àustria per simular una missió a la superfície de Mart. El campament base del desert principal va ser nomenada Camp Weyprecht l'11 de febrer, amb un camp satèl·lit posterior a uns 80 km més al sud que es diu Estació Payer.